# Оджак (Вишеград)
Оджак (серб. Оџак / Odžak) — село в общине Вишеград Республики Сербской Боснии и Герцеговины. В настоящее время село необитаемо.